# پیسکو (ایکا)
پیسکو (به اسپانیایی: Pisco) یک منطقهٔ مسکونی در پرو است که در Pisco Province واقع شده‌است. پیسکو ۳٬۹۷۸٫۱۹ کیلومتر مربع مساحت دارد ۹ متر بالاتر از سطح دریا واقع شده‌است.

## خواهرخوانده
شهرهای پورتو مادرین، روساریو، سانتا فه، تکیلا، خالیسکو و خرز ده لا فرونترا خواهرخوانده‌های پیسکو (ایکا) هستند.

## نگارخانه

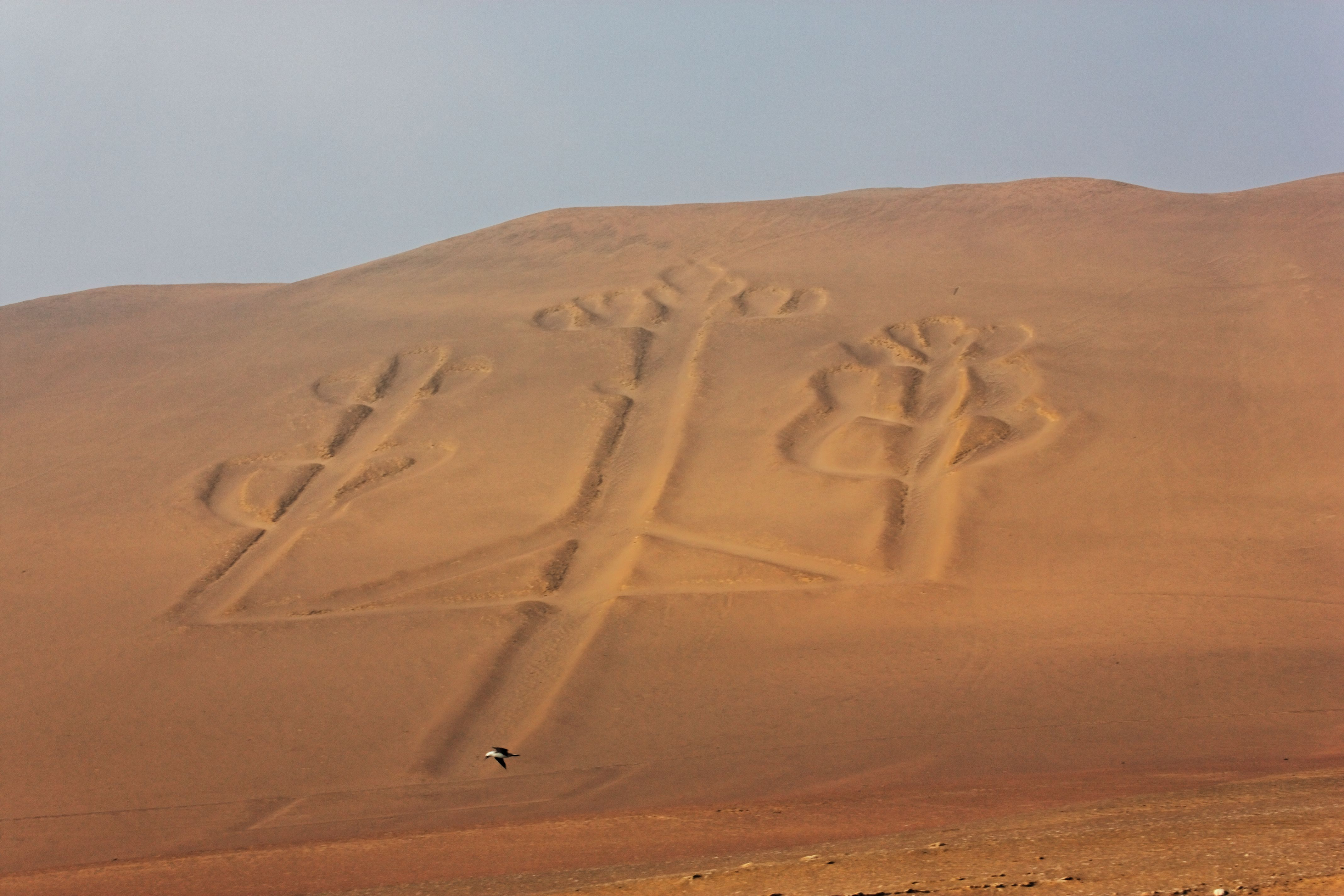
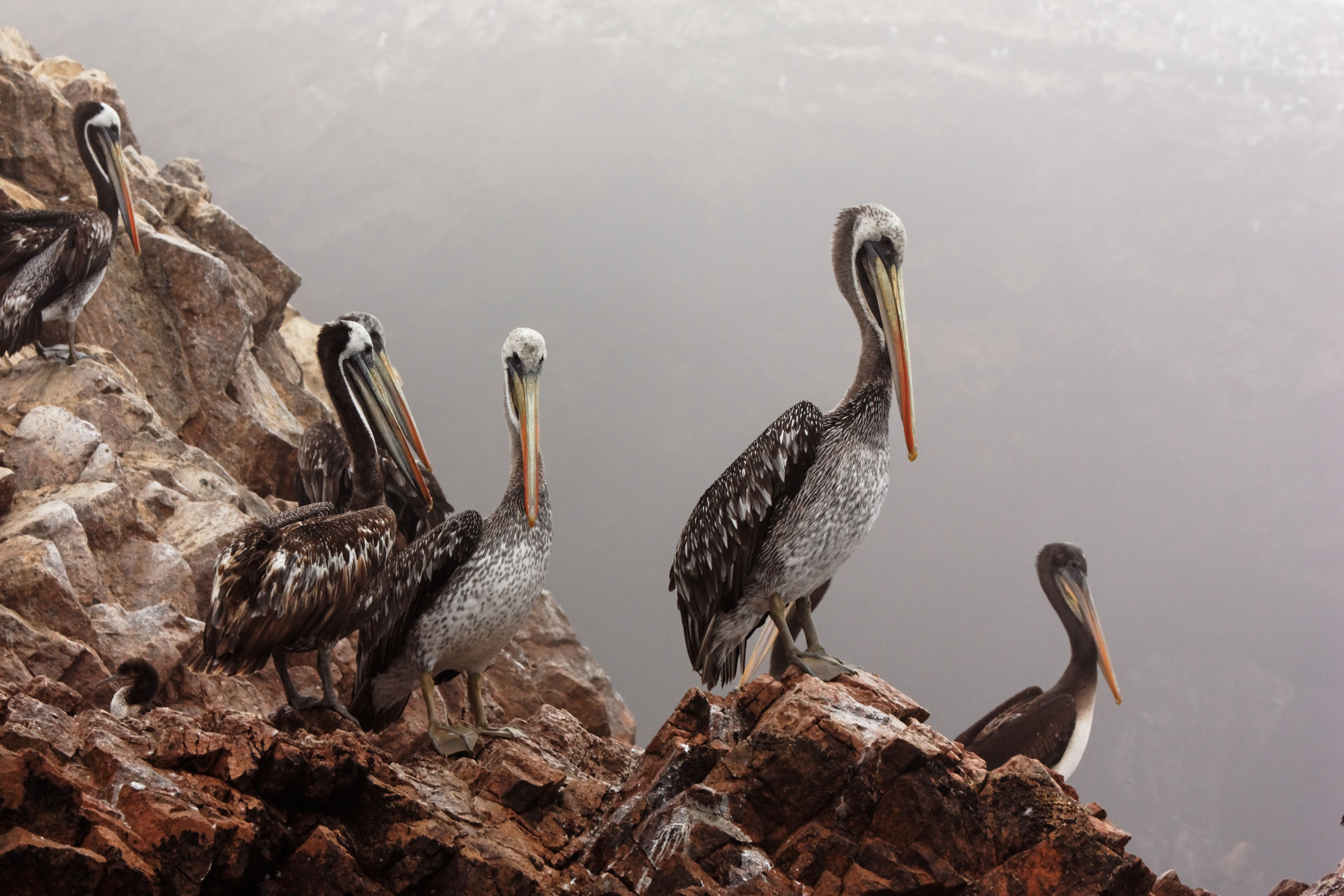
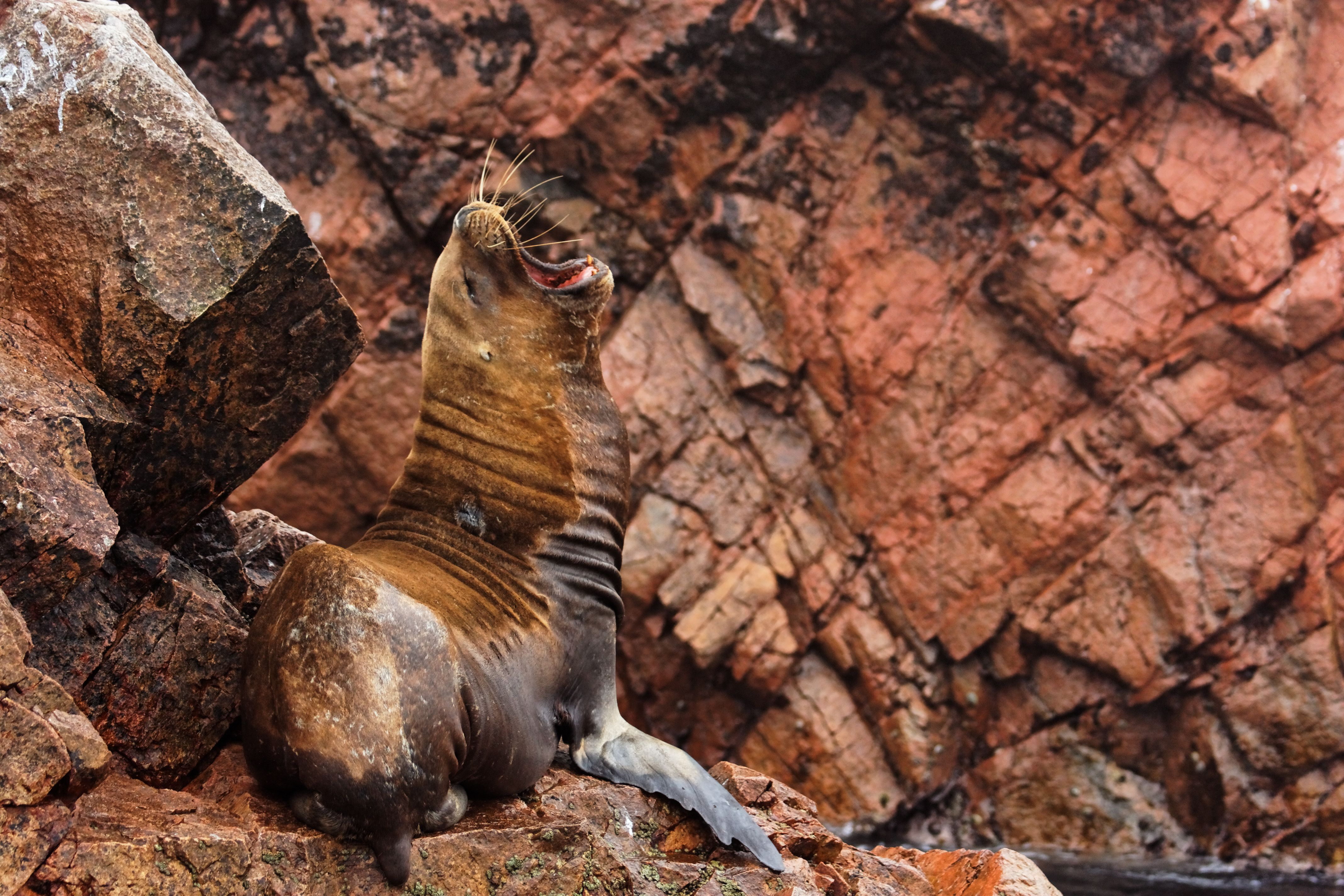
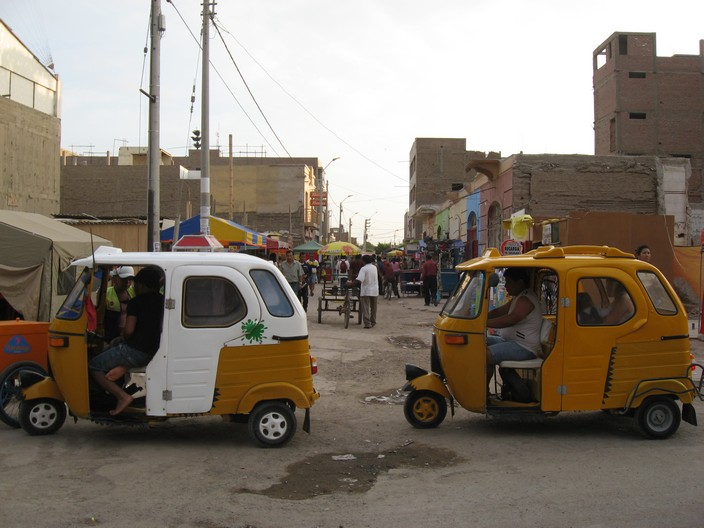